# Русские в Польше
Ру́сские в По́льше (пол. Rosjanie w Polsce) — одно из официально признанных национальных меньшинств Польши. Общая численность по данным переписи населения 2021 года составляет 15 994 человека (2021). По состоянию на 2023 год по данным Управления по делам иностранцев Польши, 17951 гражданин России (9216 женщин и 8735 мужчин) имели действующий документ, дающий им право на законное пребывание в Польше. Больше всего (5927) таких документов было выдано в Мазовецком воеводстве (3082 женщины и 2845 мужчин), меньше всего (74) таких документов было выдано в Опольском воеводстве (44 женщины и 30 мужчин).
По данным переписи населения 2021 года, русские находятся на 10-м месте среди всех национальных меньшинств после силезцев (596 224 чел.), кашубов (179 685 чел.), немцев (144 177 чел.), украинцев (82 440 чел.), белорусов (56 607 чел.), англичан (54 424 чел.), американцев (27 756 чел.), итальянцев (19 980 чел.) и евреев (17 156 чел.).
Русские населяют различные регионы Польши, не образуя компактной этнической области, и являются потомками разных волн иммиграции, начиная со старообрядцев, поселившихся в конце XVIII века в районе Сувалок, а также современными иммигрантами. По вероисповеданию в основном православные.

## Численность
До Второй мировой войны численность русских в Польше составляла до 100—140 тысяч человек. После войны в 1945 году в связи с изменением границ русских осталось около 20—30 тысяч. В настоящее время в Польше живёт до 13 тысяч жителей русского происхождения, в том числе от 2,5 тысяч до 3 тысяч являются старообрядцами.
По данным переписи населения 2011 года, 13 046 жителей Польши декларировали русскую национальность, в том числе 8 203 как первую (из них 5 176 — единственную) и 4 842 как вторую. Большинство (7 119) опрошенных считали себя одновременно поляками.
По данным переписи населения 2002 года, только в одной польской административной единице русское меньшинство составило более 0,5 % населения — в гмине Августув (0,66 % населения).
По данным переписи населения 2021 года, 15 994 жителей Польши декларировали русскую национальность, в том числе 10 977 как первую (из них 7 831 — единственную) и 5 017 как вторую. 6 992 опрошенных считали себя одновременно поляками.

## Область расселения

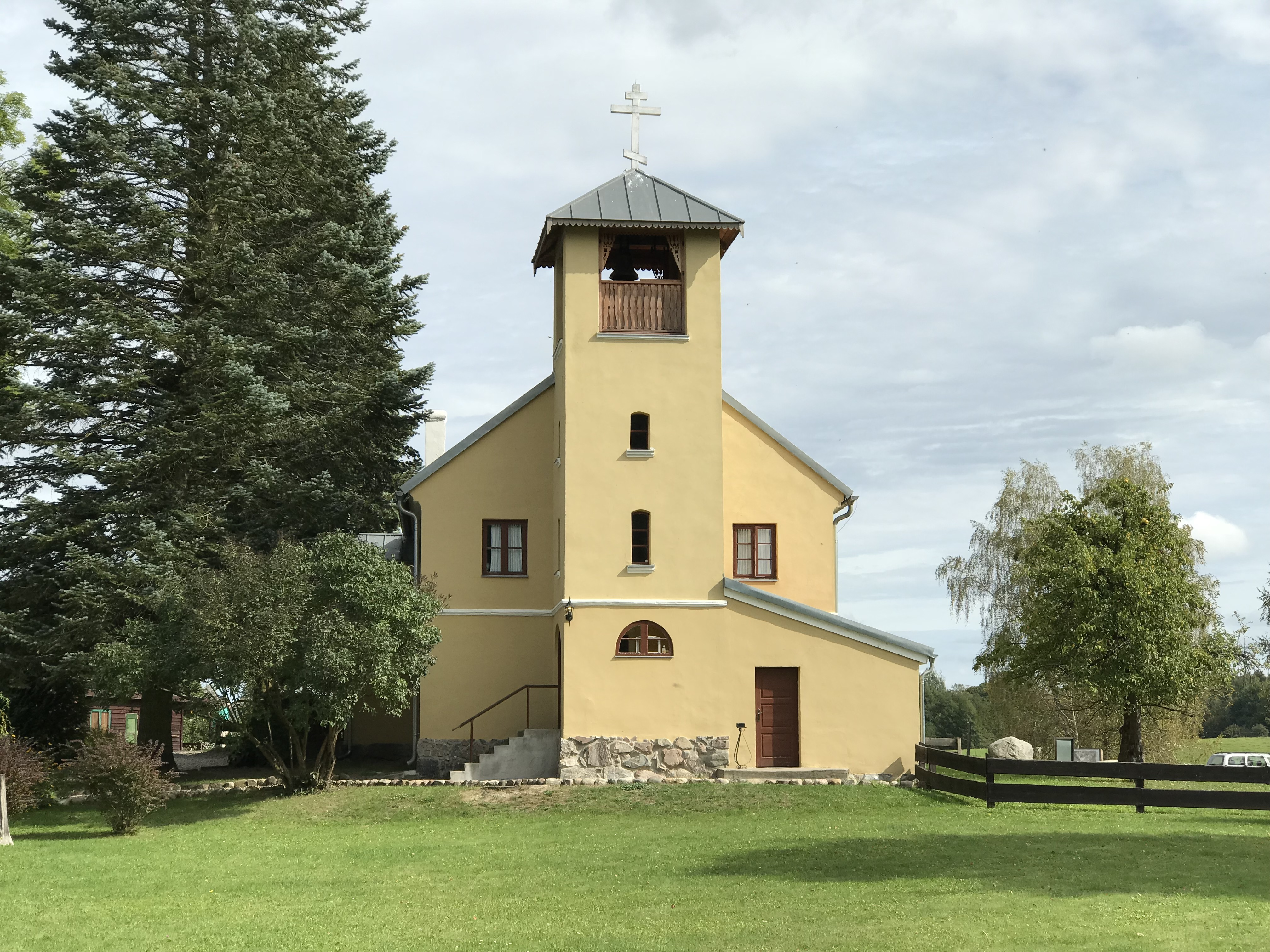
Старообрядческий Свято-Троицкий монастырь в Войнове

Российское меньшинство можно разделить на три части:
1. Русские старообрядцы, переселявшиеся в Речь Посполитую с XVII века. В том числе в Сувалкию — со второй половины XVIII века и в Мазурию — с 1830 года.
2. Русские, оставшиеся в Польше после переделов границ и послереволюционной эмиграции.
3. Современные иммигранты из России и стран бывшего СССР.

Староверы живут в трёх регионах в Варминско-Мазурском и Подляском воеводствах. В настоящее время сохранились только три села, в которых русские живут компактно. Это Габове Гронды, Водзилки и Войново.
В 1970-е и 1980-е годы русское население Мазурии значительно уменьшилось в результате эмиграции в Германию.
С XIX века живущие в Польше русские селились в крупных городах, прежде всего в Белостоке, Лодзи и Варшаве.
По данным переписи населения 2021 года, больше всего русских в Польше проживало в Мазовецком воеводстве - 3 967 человек (24,8 % от всех русских Польши), затем шли: Нижнесилезское воеводство - 1 637 человек (10,2 % от всех русских Польши), Силезское воеводство - 1 416 человек (8,9 % от всех русских Польши), Малопольское воеводство - 1 200 человек (7,5 % от всех русских Польши), Поморское воеводство - 1 129 человек (7,1 % от всех русских Польши), Великопольское воеводство - 1 054 человека (6,6 % от всех русских Польши) и т.д..